# 가가와군

가가와군의 위치

가가와군(일본어: 香川郡)은 일본 가가와현(사누키국)의 군이다.
인구 2,938명, 면적 14.22km², 인구밀도 207명/km².(2025년 3월 1일, 추계인구)
이하 1정으로 구성된다.
- 나오시마정(直島町)

나오시마 정 이외의 군역은 현재는 모두 다카마쓰시의 시에 속한다. 덧붙여 '가가와현'이라는 현명은 현청이 놓인 다카마쓰가 가가와 군에 있었기 때문이다.
나오시마 제도는 쇼즈군(쇼도섬이나 데시마섬 등)과 함께 이전에는 비젠국에 속하고 있었다.

## 역사
- 2005년 9월 26일 - 시오노에 정이 다카마쓰 시에 편입되었다.
- 2006년 1월 10일 - 가가와 정·고난 정이 다카마쓰 시에 편입되었다.